# Котенко, Григорий Пантелеевич
Григорий Пантелеевич Котенко (12 января 1907, Онуфриевка, Херсонская губерния — 29 июля 1990, Раздольное, Амурская область) — советский хозяйственный, государственный и политический деятель, Герой Социалистического Труда.

## Биография
Родился в 1907 году в посёлке Онуфриевка. Член КПСС с 1937 года.
С 1924 года — на хозяйственной, общественной и политической работе. В 1924—1989 годах — столяр в совхозе «Онуфриевский», приёмщик зерна, арматурщик, заведующий мельницей, управляющий фермой, помощник директора совхоза, в Красной армии, директор совхоза «Партизан» Тамбовского района Амурской области в течение около 50 лет.
Указом Президиума Верховного Совета СССР от 22 марта 1966 года присвоено звание Героя Социалистического Труда с вручением ордена Ленина и золотой медали «Серп и Молот».
Делегат XXIV съезда КПСС.
Умер в Раздольном в 1990 году.